# Sizilianische Biene
Die Sizilianische Biene (Apis mellifera siciliana, Dalla Torre, 1896) ist eine der Rassen der Westlichen Honigbiene. Sie wird fälschlich auch Apis mellifera sicula (Montagano 1911) genannt.

## Verbreitung
Die Art kommt sicher auf Sizilien und in Reinerhaltungszucht auf den liparischen Inseln Alicudi, Filicudi und Vulcano vor. Die genaue Abgrenzung des Verbreitungsgebietes gegenüber anderen Unterarten ist noch ungenügend bekannt.
Die Sizilianische Biene wird von Ruttner zur Carnica-Gruppe gezählt. Allerdings zeigen Untersuchungen, dass die nächste Verwandte der Sizilianischen Biene die Tellbiene ist, von der sie sich in nur wenigen Eigenschaften unterscheidet. Sie zeichnet sich aus durch eine hohe Varroatoleranz aus, d. h. ein Befall mit der Varroamilbe bleibt ohne signifikante Krankheitssymptome.